# フラッター・エンターテインメント
フラッター・エンターテインメント（英: Flutter Entertainment plc）は、オンラインギャンブルサイトを中心に保有するブックメーカー運営企業。パディ・パワー、ベットフェア、PokerStarsなど、欧米豪のブックメーカーを傘下に保有する。本拠はアメリカ合衆国・ニューヨークにあり（登記上の本店をアイルランド・ダブリンに置く）、ニューヨーク証券取引所とロンドン証券取引所に上場している（NYSE: FLUT、LSE: FLTR）。

## 沿革

### パディ・パワー
パディ・パワー（Paddy Power plc）は1986年、アイルランドのStewart Kenny、David Power、John Corcoranの3人の賭博場運営者が、それぞれの店舗を統合することで設立された。それまでアイルランドの賭博店舗の多くは目立たない裏通りで営業していたが、パディ・パワーは表通りにも積極的な出店を行うことでメディアの注目を集め、急成長した。2000年にロンドン証券取引所に上場した。2008年5月、北アイルランドのブックメーカーであるMcGranaghan Racingを統合、アイルランドで200以上、イギリスで約150の店舗を持つに至った。2010年5月、オーストラリアのオンラインブックメーカーであるSportsbet.com.auの株式を買収し傘下とした。2011年に、ヨーロッパ本拠の上場ブックメーカーとして最大の時価総額を持つに至った。

### ベットフェア
ベットフェア（Betfair Group plc）は2000年、Andrew BlackとEdward Wrayにより、オンライン専門のブックメーカーとして設立された。投票オッズを売買するベッティング・エクスチェンジのサービスで急成長し、2006年2月、ソフトバンクグループがベットフェアへの出資を開始、同年11月、競馬関連の出版で知られるタイムフォームを買収した。2009年1月、アメリカ合衆国・ロサンゼルスの競馬中継を配信する放送局のTVG Networkをマクロヴィジョンから買収、2010年10月にロンドン証券取引所に上場した。ベッティング・エクスチェンジは、2014年からアメリカ・ニュージャージー州でもサービスが開始され、ブルガリアやイタリアにも拡大した。

### 経営統合
2015年9月、パディ・パワーとベットフェアグループは経営統合を発表、2016年2月、パディ・パワーがベットフェアグループの株式を買収する形でアイルランドに本拠を置く「パディ・パワー・ベットフェア」としての経営統合が完了した。2019年3月、パディ・パワー・ベットフェアは現社名「フラッター・エンターテインメント」への社名変更を発表した。
2020年5月、カナダに本拠を置く同業スターズ・グループ（The Stars Group Inc.）の買収を完了、PokerStarsやFull Tilt Pokerなどのブランドが新たに傘下となった。
2024年1月、株式上場をユーロネクスト・ダブリンからニューヨーク証券取引所に株式上場を移すことを発表、同年5月に本社機能をアメリカ合衆国・ニューヨークに移転することが決定した。